# العدانه السفلى (جبلة)

تعديل مصدري - تعديل

العدانه السفلى محلة تابعة لقرية العدانة، التابعة لعزلة الشراعي بمديرية جبلة إحدى مديريات محافظة إب في الجمهورية اليمنية، بلغ تعداد سكانها 92 حسب تعداد اليمن لعام 2004.